# Olk
Olk este o comună din landul Renania-Palatinat, Germania.